# Les Hydrophiles
Les Hydrophiles was een Belgische kunstenaarsvereniging actief in Brussel van 1884 tot 1889.
Les Hydrophiles ontstond door een onenigheid binnen de Cercle des Aquarellistes et des Aquafortistes Belges omwille van het negatieve effect veroorzaakt door de individuele kwaliteitsverschillen van het werk van de leden. Omdat er te veel als minderwaardig beschouwde kunstenaars toegelaten werden dus.
De “scheurgroep” nam aanvankelijk de naam “Les Aquarellistes Belges” aan maar doopte zichzelf al heel snel om tot “Les Hydrophiles”. De officiële stichting was op 2 januari 1884.
Tot de leden behoorden Henri Cassiers, Achille Chainaye, Paul Combaz, Maurice Hagemans, François-Joseph Halkett, Théo Hannon, Paul Hermanus, Hermann Heusers, Jean Mayné, Willy Schlobach, Jan Toorop, Guillaume Vogels, Mathilde Dupré-Lesprit en vele anderen. Zoals in elke vereniging van die aard was er ook hier heel wat verloop van mensen.
“Les Hydrophiles” richtte in totaal 5 groepstentoonstellingen in: 1884, 1885, 1886, 1887 en 1888. De aangekondigde zesde tentoonstelling voor 1889 ging nooit door wegens stopzetten van de vereniging in februari 1889.
Naast de leden waren er in elke expositie ook “uitgenodigde” kunstenaars. Zo waren er ooit te gast: Franz Binjé, George Hendrik Breitner, Gustave Caillebotte, Gustave Den Duyts, Willem de Zwart, Ernest Duez, Jean-Louis Forain, Léon Lhermitte, Max Liebermann, Max Ludby, de tweelingbroers Pieter Oyens en David Oyens, Alfred Roll, Auguste-Ernest Sembach, Jakob Smits, Carel Nicolaas Storm van ’s-Gravesande.
In de tentoonstelling kwam geen olieverfwerk aan bod. Naast aquarel was er ook ruimte voor grafische technieken, tekeningen in diverse tekenmedia, voor affichekunst en toegepaste kunsten.
Het bestaan van “Les Hydrophiles” was simultaan aan het bestaan van Les XX die een veel grotere weerklank had.